# Fórmula de la fracció contínua d'Euler
En teoria analítica de fraccions contínues, la fracció contínua d'Euler és una identitat que connecta una classe general de sèries infinites amb una fracció contínua infinita. Publicada per primer cop l'any 1748, va ser considerada al principi com una identitat simple que connectava una suma de termes finits amb una fracció contínua finita, on l'extensió al cas infinit apareixia immediatamente. Actualment, és una eina molt apreciada i útil en desenvolupaments analítics en el problema de la convergència general per a fraccions contínues infinites amb elements complexos.

## Formulació original
Leonhard Euler va obtenir la fórmula com una identitat que connecta una suma finita de productes amb una fracció contínua finita com:
{\displaystyle a_{0}+a_{0}a_{1}+a_{0}a_{1}a_{2}+\cdots +a_{0}a_{1}a_{2}\cdots a_{n}={\cfrac {a_{0}}{1-{\cfrac {a_{1}}{1+a_{1}-{\cfrac {a_{2}}{1+a_{2}-{\cfrac {\ddots }{\ddots {\cfrac {a_{n-1}}{1+a_{n-1}-{\cfrac {a_{n}}{1+a_{n}}}}}}}}}}}}}\,}
La identidad pot ser fàcilment obtinguda mitjançant inducció en n, i per tant, també aplicable en el cas límit: si l'expressió de la part esquerra tendeix a expressar-se com una sèrie convergent infinita, l'expressió de la dreta també tendirá a expressar-se com una fracció contínua infinita convergent.

## Notació moderna
Si
{\displaystyle x={\cfrac {1}{1+{\cfrac {a_{2}}{b_{2}+{\cfrac {a_{3}}{b_{3}+{\cfrac {a_{4}}{\ddots }}}}}}}}\,}
és una fracció contínua amb elements complexos, i cap dels denominadors Bi és zero, es pot definir una seqüència de ratios {ri} com:
{\displaystyle r_{i}=-{\frac {a_{i+1}B_{i-1}}{B_{i+1}}}.\,}
Per un x i un ri així definits, es poden demostrar les següents igualtats mitjançant inducció.
{\displaystyle x={\cfrac {1}{1+{\cfrac {a_{2}}{b_{2}+{\cfrac {a_{3}}{b_{3}+{\cfrac {a_{4}}{\ddots }}}}}}}}={\cfrac {1}{1-{\cfrac {r_{1}}{1+r_{1}-{\cfrac {r_{2}}{1+r_{2}-{\cfrac {r_{3}}{\ddots }}}}}}}}\,}
{\displaystyle x=1+\sum _{i=1}^{\infty }r_{1}r_{2}\cdots r_{i}=1+\sum _{i=1}^{\infty }\left(\prod _{j=1}^{i}r_{j}\right)\,}
Es pot entendre aquesta igualtat com una equivalència, en el sentit que l'enèssim terme convergent de cada fracció contínua és igual a l'enèssima suma parcial de la sèrie mostrada a dalt. Així, si aquesta sèrie és convergent o uniformement convergent, quan els termes ai i bi són funcions de variable complexa z, llavors les fraccions contínues equivalents també convergeixen, o convergeixen uniformement.